# Polémosystème
Polémosystème est un terme forgé par le biogéographe Jean-Paul Amat pour désigner un système géographique dont le facteur explicatif de premier ordre est l'effet d'une guerre (notamment sur les lignes de front), devant le climat, le sol ou le milieu social actuel. La flore typique de ce milieu est nommée polémoflore.
Un exemple typique de polémosystème est la forêt de la zone rouge aux abords de Verdun, dont la flore ne peut s'expliquer que par les effets de la présence du front de la Première Guerre mondiale.